# Synapseudes violaceus
Synapseudes violaceus är en kräftdjursart som beskrevs av Mihai Bacescu 1976. Synapseudes violaceus ingår i släktet Synapseudes och familjen Metapseudidae. Inga underarter finns listade i Catalogue of Life.